# Michel Parisse
Pour les articles homonymes, voir Parisse.
Michel Parisse est un historien médiéviste français, né le 1er mai 1936 à Void (Meuse) et mort le 5 avril 2020 dans le 20e arrondissement de Paris.
Il est spécialiste de la diplomatique (c'est-à-dire des chartes médiévales), de l'histoire de la Lorraine, du monachisme et de l'Allemagne médiévale.

## Carrière
Après avoir obtenu l'agrégation d'histoire en 1959, il devient professeur au lycée de Metz.
En 1965, il commence à travailler comme assistant à l'université Nancy-II jusqu'en 1975 puis comme professeur d'histoire médiévale.
Il est titulaire d'une thèse de doctorat de 3e cycle : Actes des évêques de Metz (1120-1179) obtenue en 1966, puis il soutient sa thèse de doctorat d'État : La Noblesse lorraine (XIe – XIIIe siècle), devant l'université Nancy-II le 28 juin 1975 (publiée à Lille et Paris en 1976, 2 vol., LXVIII-1 084 p.) et devient professeur.
Directeur de l'ARTeM (Atelier de recherche sur les textes médiévaux et leur traitement assisté) de 1983 à 1993, il se donne d'abord pour tâche l'étude du vocabulaire et de la langue des textes diplomatiques du Moyen Âge, en constituant un recensement exhaustif des actes originaux conservés en France jusqu'en 1120 (dans cet axe de travail, la succession de Michel Parisse est assurée par Benoît Tock). 
De 1985 à 1991, il dirige également la Mission historique française en Allemagne à Göttingen.
Il est élu professeur d’histoire médiévale à l'université Paris-I en 1993.
Par son action à la tête de l'ARTeM puis à l'université Paris-I, notamment au sein du Laboratoire de médiévistique occidentale de Paris, il a contribué au développement des études médio-latines avec l'introduction de l'étude du latin médiéval dans les cursus de licence et maîtrise de Paris-I et des études de diplomatique et de paléographie à l'université, en particulier en ce qui concerne les actes d'évêques, les pancartes et les cartulaires.
Ses champs de recherche ont été la Lorraine médiévale, le Saint-Empire, les chanoines réguliers et les religieuses, le latin et les sources diplomatiques.
Il meurt de la Covid-19 pendant la pandémie de cette maladie, le 5 avril 2020,,.
Une journée d'hommage En ligne et sur pace : De la France à l'Allemagne, en passant par la Lotharingie : itinéraire d'un universitaire européen est organisée par l'Institut historique allemand et le Laboratoire de Médiévistique occidentale de Paris, le 11 mai 2022.

## Publications
Cette liste n'est pas exhaustive. Elle ne prend en compte ni les articles de dictionnaire, ni les articles de vulgarisation.

### Études
- Le nécrologe de Gorze. Contribution à l'histoire monastique, Mémoires des Annales de l'Est, n°40, Nancy, 1971.
- Actes des princes lorrains, Université de Nancy II, U.E.R. de recherche régionale, Université de Nancy II, 1972-1974.
- « Les chartes des évêques de Metz au XIIe siècle : étude diplomatique et paléographique », Archiv für Diplomatik, 22, 1976, p. 272-316.
- La Noblesse lorraine, XIe – XIIIe siècle, Service de reproduction des thèses de l'Université, 1976.
- Histoire de la Lorraine, Privat, 1977.
- Histoire de Nancy, Privat, 1978.
- Lorraine : cadre naturel, histoire, art, littérature, langue, économie, traditions populaires, C. Bonneton, 1980.
- La Lorraine monastique : au Moyen Âge, Université de Nancy II, 1981, 144 p.
- Noblesse et chevalerie en Lorraine médiévale : les familles nobles du XIe au XIIIe siècle, Service des publications de l'Université de Nancy II, Nancy, 1982,  (ISBN 2864801272) 485 p. (édition partielle de la thèse de doctorat d'État).
- Les Bénédictines de Lorraine et leurs documents nécrologiques, 1982.
- Les Nonnes au Moyen Âge, Bonneton, Le Puy, 1983.
- La Tapisserie de Bayeux, Denoël, 1983.
- Les religieuses en France au XIIIe siècle, Nancy, 1985, 2e éd., 1989, 304 p.
- Histoire de la Lorraine, Privat, Toulouse, 1987.
- Austrasie, Lotharingie, Lorraine, PUN/Serpenoise, 1990.
- À propos des actes d'évêques : hommage à Lucie Fossier, Nancy, 1991.
- Actes des évêques de France, Presses universitaires de Nancy, 1991.
- Le roi de France et son royaume autour de l'an mil, Picard, Paris, 1992.
- Atlas de l'an Mil : état de nos connaissance, Picard, Paris, 1994.
- Bayeux : la tapisserie : comment comprendre cet univers familier aux spectateurs anglais ou normands du XIIe siècle ?, Le Pérégrinateur éd. 1997.
- Bayeux : the tapestry : how can one comprehend this world familiar to English or Norman onlookers or the 12th century ?, Le Pérégrinateur éd., 1997.
- La Vie de Jean, abbé de Gorze, Paris, 1999, 166 p. (présentation et traduction de l'œuvre).
- Les Médiévistes français, C. Picard, 2001.
- Allemagne et Empire au Moyen Âge : 400-1510, Hachette, Paris, 2002.
- Histoire de la Lorraine, Éd. "Ouest-France", 2005.
- Manuel de paléographie médiévale : manuel pour grands commençants, Picard, 2006.
- Allemagne et Empire au Moyen âge, 2e éd. revue et augmentée, Hachette supérieur, 2008.
- Les chanoines réguliers : émergence et expansion, XIe – XIIIe siècles, Colloque international du Puy-en-Velay, 29 juin-1er juillet 2006, Publications de l'Université de Saint-Étienne, 2009.

### Ouvrages collectifs
- avec Michèle Courtois : 54 chartes originales antérieures à 1121 conservées dans le département de Meurthe-et-Moselle, Cahiers du CRAL, n°28, Nancy, 1977.
- avec Stéphane Gaber et Gérard Canini : Grandes dates de l'histoire lorraine, Service des publications de l'Université de Nancy II, 1982.
- avec Guy Cabourdin (dir) : Encyclopédie illustrée de la Lorraine. 2, Histoire de la Lorraine. Austrasie, Lotharingie, Lorraine, Éd. Serpenoise, 1990.
- avec Kaspar Elm : Doppelklöster und andere Formen der Symbiose männlicher und weiblicher Religiosen im Mittelalter, Duncker & Humblot, 1992.
- avec Xavier Barral i Altet : Colloque Hugues Capet, 987-1987, la France de l'an mil (1987) Le roi de France et son royaume autour de l'An mil..., Colloque Hugues Capet, 987-1987, la France de l'an mil, Paris, Senlis, 22-25 juin 1987, Picard, 1992.
- avec Olivier Guyotjeannin, Laurent Morelle : Les cartulaires : actes de la Table ronde organisée par l'École nationale des chartes et le GDR 121 du CNRS, Paris, 5-7 décembre 1991, École des chartes, 1993.
- avec Otto Gerhard Oexle : L'abbaye de Gorze au Xe siècle : table ronde de Gorze, septembre 1988, Presses universitaires de Nancy, 1993.
- avec Sylvain Gouguenheim, Pierre Monnet, Joseph Morsel : L'Allemagne au XIIIe siècle : de la Meuse à l'Oder, Picard, 1994.
- avec Alain Larcan, François Roth : La Lorraine, la France, l'Europe, Éd. Messene, 1996.
- avec Pierre Heili : Les chapitres de dames nobles entre France et Empire, actes du colloque d'avril 1996 organisé par la Société d'histoire locale de Remiremont, Éd. Messene, 1998.
- avec Monique Bourin : L’Europe au siècle de l’an Mil, Hachette, Paris, 1999.
- avec Monique Goullet : Les historiens et le latin médiéval, colloque tenu à la Sorbonne, les 9, 10 et 11 septembre 1999, Presses de la Sorbonne, 2001.
- avec Monique Goullet : Apprendre le latin médiéval : manuel pour grands commençants, 3e éd. revue et corrigée, Picard, 2005.

## Thèmes de recherche
- Diplomatique
- Lorraine médiévale
- Allemagne médiévale
- Saint-Empire romain germanique
- An mil